# Héctor García Godoy

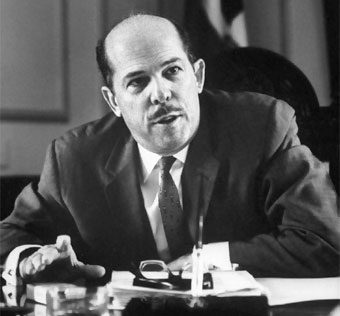
Héctor García Godoy

Héctor Rafael García Godoy (Moca, 11 januari 1921 - 20 april 1970) was een Dominicaans advocaat en diplomaat.

## Politieke carrière
Tijdens de korte ambtstermijn van de president Juan Bosch was hij staatssecretaris van Buitenlandse Zaken. Gesteund door de Organisatie van Amerikaanse Staten (OAS) was hij, na het verdrijven van het Amerikaanse Triumviraat, voorzitter van de voorlopige regering van de Dominicaanse Republiek in 3 september 1965 tot 1 juli 1966.
Hij organiseerde algemene verkiezingen om het land terug te brengen naar zijn grondwettelijke immuniteit. Deze verkiezingen werden gehouden op 1 juni 1966, waarna de macht op 1 juli 1966 werd overgedragen aan de winnaar van de verkiezingen dr. Joaquín Balaguer. Hij besloot zijn diplomatieke carrière als Dominicaans ambassadeur in de Verenigde Staten tot 1969.
Dr. Hector Garcia Godoy overleed in Santo Domingo op 20 april 1970.
- Library of Congress Control Number: no99071671
- Virtual International Authority File: 56251320
- WorldCat: E39PBJtGYtkTqdMVq4W6t4MpT3